# Jean-Marie Abgrall
Cet article concerne psychiatre. Pour l'historien, voir Jean-Marie Abgrall (historien). Pour les homonymes, voir Abgrall.
 (octobre 2008).
Si vous disposez d'ouvrages ou d'articles de référence ou si vous connaissez des sites web de qualité traitant du thème abordé ici, merci de compléter l'article en donnant les références utiles à sa vérifiabilité et en les liant à la section « Notes et références ».
Jean-Marie Abgrall, né le 12 avril 1950 à Toulon (Var, France), est un médecin psychiatre, criminologue, spécialiste en médecine légale, diplômé en droit pénal, désigné comme expert pour ses connaissances du fonctionnement sectaire, expert à la Cour de cassation et devant les tribunaux pour les affaires les concernant, en particulier la scientologie, les Enfants de Dieu et l'Ordre du Temple solaire. Il a aussi écrit plusieurs ouvrages de référence sur le sujet.

## Sectes
Il y dénonce les pratiques et les méthodes employées par les sectes pour manipuler leurs adeptes selon une systématique qui présente selon lui des caractéristiques communes à toutes les sectes. La mise en garde ne concerne pas seulement les adultes, mais aussi les enfants qu'il entend protéger, déplorant que les lois ne soient pas assez strictes en la matière, ce qui, selon lui, permet aux sectes d'isoler complètement les enfants au risque de leur faire perdre tout repère. Il s'est occupé de nombreuses victimes de sectes sur le plan psychologique et il entend mettre à profit cette expérience afin de protéger les libertés individuelles et les droits de l'homme qu'il estime être bafoués dans les sectes à cause de leurs structures qu'il estime être totalitaires.
Les défenseurs des sectes voient en sa personne un grave danger contre l'indépendance de la justice expliquant qu'il est en même temps expert aux tribunaux et militant antisectes, ce qui leur semble être incompatible avec l'exercice impartial de la justice. Ils affirment que Jean-Marie Abgrall, de par ses propos outranciers ou diffamatoires, n'est pas un expert fiable.
L'aumisme a notamment tenté plusieurs actions en justice ou devant l'Ordre des médecins. Selon le site aumisme.org, leur avocat a par exemple pointé des propos inexacts : « Il y aurait au Mandarom un temple en forme de demi-sphère dans lequel on enfermerait une trentaine d'adeptes avec des sirènes de voiture branchées sur des batteries », ou visiblement orientés « Il faut rentrer dans le lard des sectes ». Mais, d'après l'Express du 4 mars 2002, des allégations fausses sont également avancées, le Dr Abgrall y est par exemple présenté à tort comme un ancien membre de l'Association internationale pour la conscience de Krishna. Il est aussi présenté sur différents forums du net comme l'un des instigateurs du massacre[Lequel ?] de Temple solaire. Ces allégations ont fait l'objet de plusieurs plaintes en diffamation, plaintes qui ont abouti à la condamnation de leurs auteurs lorsque ceux-ci ont pu être identifiés.
Le 29 mai 2004, il a déclaré abandonner la lutte antisectes. Pour ses détracteurs cet abandon serait la conséquence d'une émission de télévision inspirée par des zélateurs de sectes ayant révélé qu'il avait reçu 45 600 € pour une mission d'audit réalisée en 2001 auprès de Landmark Education, une organisation qualifiée de secte par un rapport parlementaire français de 1995. Dans son rapport, pour lequel il avait consulté les associations antisectes et la mission Interministérielle de lutte contre les sectes et dont les honoraires avaient été légalement déclarés au fisc, le Dr Abgrall écrivait : « Aucun des six éléments majeurs relatifs aux sectes ne s'applique à Landmark Education ». Face aux attaques répétées, il se défendait en affirmant dans un entretien accordé à Nice-Matin que ce rapport était négatif pour Landmark, ce qui démontrait à l'évidence son indépendance.
Le docteur Abgrall s'est expliqué sur sa décision d'abandon de toute activité concernant les sectes, décision motivée selon lui par l'absence de cohérence gouvernementale dans la lutte antisectes et sur l'absence de moyens réels.
Dans les années 1990, Jean-Marie Abgrall a été cité dans plusieurs affaires concernant les jeux de rôles, ce qui l'a amené à participer à diverses émissions de télévision (entre autres Bas les masques) dans lesquelles il se montre sans équivoque quant à la responsabilité qu'il faisait porter sur le jeu de rôle dans le déclenchement de pathologies sévères.

## Ouvrages
Jean-Marie Abgrall est l'auteur du livre La Mécanique des sectes (Payot 1996 et 2002) traduit en plus de dix langues qui a eu un grand succès. Il est aussi l'auteur des Sectes de l'Apocalypse chez Calmann-Lévy et de Tous manipulés, tous manipulateurs aux éditions First. Il a enfin publié un ouvrage à destination des enfants pour les informer du danger des sectes Martin et le Gourou chez Magnard.
Dans la Mécanique des sectes, il expose les techniques utilisées pour conditionner les individus et les asservir au profit d'un gourou. Il dénonce entre autres sectes, le Mandarom et ses pratiques de la façon suivante : « Aujourd'hui, ce sont, sinon des adolescents, du moins des personnes qui n'ont pas la capacité d'analyse et de réflexion nécessaire pour déceler l'incohérence, qui n'ont pas de systèmes de référence, et qui se font prendre dans des pseudo-réflexions. Le Mandarom est un bon exemple : le “Messie cosmoplanétaire” a voulu faire la synthèse de toutes les religions. Mais ce n'est pas du syncrétisme : c'est du méli-mélo ». Dans ce même livre, il dénonce aussi le caractère « dangereux » des jeux de rôle, ce qui lui a valu de sévères critiques de la part de joueurs ; Jean-Marie Abgrall aurait depuis nuancé ses propos.
Jean-Marie Abgrall est aussi l'auteur du livre Les Charlatans de la santé, éd. Payot Paris 1998  (ISBN 2-228-89194-0), livre dans lequel il dénonce ce qu'il estime être des pratiques pseudo-médicales ou les médecines dites alternatives (ex. : Médecine non conventionnelle). De plus il y dénonce l'exploitation qui en est faite par les sectes.

## Jurisprudence le concernant
- Civ1 12 décembre 2006, pourvoi n° 04-20719 contre cour d'appel de Paris (1re chambre, section B)[6]